# Henry Portman, II visconte Portman
William Henry Berkeley Portman, II visconte Portman (12 luglio 1829 – Londra, 16 ottobre 1919), è stato un politico inglese.

## Origini
William Henry Berkeley era il figlio di Edward Berkeley Portman  (il I visconte Portman 1799 – m. 1888) e di Lady Emma Lascelles (n. 1809 – m. 1865), figlia di Henry Lascelles, II conte di Harewood. Lord Edward Berkeley, era uno degli uomini più ricchi d'Inghilterra avendo ereditato dal padre nel 1823, all'età di appena 24 anni, le proprietà londinesi nel west end, nella zona di Marylebone, e i vasti possedimenti di Bryanston a Blandford Forum, nella contea del Dorset, e quelli nel Somerset (essendo la casata, in questa contea, originaria del paese di Orchard Portman, villaggio che prendeva la seconda parte del suo nome proprio dalla famiglia Portman uno dei primi nuclei locali). Nel 1837 divenne Barone Portman di Orchard, acquisendo così un titolo nobiliare fra i pari “peerage” del Regno Unito, e nel 1873 I Visconte Portman di Bryanston. Morì nella sua casa di Bryanston nel 1888, dopo di che suo figlio William Henry, gli successe alla pari divenendo il II Barone Portman di Orchard e il II Visconte Portman di Bryanston.

## Carriera
Lord William Henry Berkeley Portman fu educato all'Eton College a Eton e al Merton College di Oxford e, seguendo le orme del padre, fu per oltre un trentennio un uomo politico Membro del Parlamento, prima per Shaftesbury, tra il 1852 e 1857, e dopo per Dorset tra il 1857 e il 1885. Un incarico che Lord Portman ricoprì con grande distinzione fu quello di presidente del Consiglio di contea del Dorset, il suo lungo mandato venne ricordato per il modo abile con cui controllava gli affari del Consiglio e per la rigorosa imparzialità con cui svolse questo importante ufficio.Fu Vice Tenente (DL) e nel 1854 ottenne il grado di Colonnello e, per diciotto anni, fu nella cavalleria di Yeomanry del Somerset occidentale. Tra le varie funzioni svolse anche la carica di Giudice della Pace (JP) per il Somerset e per il Dorset. Nel 1888, succedendo al padre, entrò nella Camera dei Lord e l’anno prima di morire fu anche insignito dell'Ordine reale vittoriano di Cavaliere di Gran Croce  “Knights Grand Cross” (GCVO) .
La grande fortuna di Lord Portman è stata quella di essere annoverato tra i grandi proprietari terrieri della metropoli londinese, come per i Duchi di Westminster e Bedford, Earl Cadogan, il Marchese di Camden e Lord Howard de Walden; infatti la base della sua ricchezza era la proprietà londinese nel west end, quella di Marylebone, che si estendeva per 270 acri e che apparteneva alla famiglia già da oltre due secoli per essere stata acquisita dall’avo suo omonimo, William Henry Portman di Orchard. Più tardi nel 1764, il discendente Henry William Portman, con lodevole lungimiranza, iniziò la realizzazione della piazza che porta il suo nome e, successivamente, nel giro di pochi anni, vennero edificate diverse residenze signorili progettate da famosi architetti dell’epoca quali James Wyatt, Robert Adam e James 'Athenian' Stuart, che fecero così diventare immediatamente il quartiere uno dei più esclusivi e alla moda di Londra; tutt’ora “Portman Square” conserva splendidi stabili di questo periodo. Nel 1890, Lord Portman, proprio a seguito del rinnovo dei contratti di locazione delle proprietà londinesi era ritenuto avere un reddito annuo di £ 100.000, una somma incredibile a quei tempi, era il tardo periodo vittoriano ed edoardiano l'apice dell'aristocrazia britannica un mondo di grande privilegio per famiglie come la sua. 

## Maestro veterano della caccia alla volpe "Master of Foxhounds"
Oltre alla vita politica Lord William Henry Berkeley fu, fin da giovane, una figura di spicco nello sport, appassionato di equitazione e della caccia alla volpe che era solito praticare per svago nelle vaste tenute di famiglia di Blandford Forum (aveva infatti costituito nel 1857 la Portman Hunt). A cavallo tra il diciannovesimo e il ventesimo secolo Lord Portman è stato considerato il decano per eccellenza della Foxhounds, noto come uno dei più esperti Maestri di caccia (M.F.H. “Master of Fox Hounds”) la cui attività si è protratta per ben sessantadue anni consecutivi; la massima autorità nella caccia alla volpe colui che assumeva tutte le decisioni e che aveva l'ultima parola su tutte le questioni sorte durante le venagioni. La sua spiccata acutezza e la continua attività dopo il suo ottantesimo anno furono l'ammirazione del Dorsetshire, anzi, di tutto il mondo della caccia, tanto che nella stagione 1912-13 (prima della dell’entrata in guerra dell’Inghilterra) Lord Portman stava ancora cavalcando regolarmente con i suoi cani, sebbene facesse rientro a casa nel pomeriggio prima di quanto non avesse mai fatto negli anni precedenti.
Alla sua morte, avvenuta a novant’anni nella abitazione di Londra, il suo necrologio sul quotidiano "The Times" (17 ottobre 1919) riportava:
"Sarà ricordato principalmente per la magnificenza con cui cacciava il famoso branco di cani da caccia. Fin da ragazzo si era dedicato all'equitazione ... era riconosciuto come rappresentante del miglior tipo di sportivo inglese ... Era un pignolo per l'etichetta nel campo della caccia ed era un tradizionale che non era mai stato visto senza un cappello alto.”
Nota è proprio la sua caricatura di profilo, disegnata da Leslie Ward, della famosa serie “Spia” pubblicata nel 1898 sulla rivista “Vanity Fair”, intitolata “An old Master” che ritrae il Maestro di Foxhounds nel suo immacolato cappotto rosso e cappello a cilindro.

## Matrimoni e figli

### Primo Matrimonio
Sposò, il 21 giugno 1855, Mary Selina Charlotte FitzWilliam (?-4 gennaio 1899),  figlia di William FitzWilliam, visconte Milton, dalla quale ebbe dieci figli, di cui il secondogenito perso all’età di appena sette anni e la terzultima figlia al decimo mese di vita, mentre la morte del figlio maggiore Edward William, avvenuta all’età di cinquantacinque anni, fu per Lord Portman un duro colpo.
Dal primo matrimonio nacquero sei maschi (quattro dei quali successero nel titolo di Visconte) e quattro femmine:
- Edward William Berkeley Portman (30 luglio 1856-27 aprile 1911)[2], sposò Constance Mary Lawley, non ebbero figli;
- Walter George Berkeley Portman (2 giugno 1858-14 dicembre 1865)[2];
- Henry Portman, III visconte Portman (16 febbraio 1860-18 gennaio 1923)[2], sposò Emma Andalusia Frere Kennedy ed ebbero una figlia;
- Emma Selina Portman (5 aprile 1863-1 marzo 1941)[2], sposò Ronald Leslie-Melville, XI conte di Leven, ebbero cinque figli;
- Claud Portman, IV visconte Portman (1 novembre 1864-6 giugno 1929)[2]; sposò prima Mary Ada Gordon-Cumming e, dopo il divorzio, Harriette Mary Stevenson ed ebbe due figli dalla prima moglie e tre dalla seconda.  Il primogenito dal secondo matrimonio, Edward Claud Berkeley Portman, dopo la sua morte divenne il V visconte Portman;
- Susan Alice Portman (30 marzo 1866-21 agosto 1933)[2], sposò Alan Heber-Percy, ebbero sette figli;
- Seymour Portman, VI visconte Portman (19 febbraio 1868-2 novembre 1946)[2], non si sposò;
- Maud Frances Portman (2 luglio 1872-2 maggio 1873)[2];
- Gerald Portman, VII visconte Portman (23 gennaio 1875-3 settembre 1948)[2], sposò Dorothy Marie Isolde Sheffield, ebbero tre figli. Il primogenito, Gerald William, dopo la sua morte divenne l'VIII visconte Portman;
- Mary Isabel Portman (16 aprile 1877-29 gennaio 1931)[2], non si sposò.

### Secondo Matrimonio
Dopo quarantacinque anni di matrimonio la moglie Mary venne a mancare nel 1899 e, a distanza di dieci anni (accudito in questo periodo dalla figlia più piccola Mary Isabel) ormai bisnonno e prossimo al compimento del 79 anno d’età, sposò in seconde nozze, il 2 giugno 1908, Frances Maxwell Buchanan Cuninghame (?-13 novembre 1939), più giovane di lui e anch’essa vedova (di Andrew James Livingstone Learmonth da cui aveva avuto sei figli), signora parimenti appassionata di equitazione tanto che al suo ottantesimo compleanno si presentò a cavallo, in tenuta da caccia, per ricevere la Portman Hunt.

## Le sontuose residenze di Lord Portman
Poiché la vera anima di Lord Portman era il suo attaccamento alla contea del Dorset, dimostrando con il passare degli anni di prediligere così la vita di campagna anziché quella di città, trascorreva il maggior tempo dell’anno nelle proprie tenute presso Blandford Forum (a circa 100 miglia da Londra) e, in particolare, gli ultimi venticinque anni di vita nell’imponente residenza di “Bryanston House” (edificio divenuto dal 1928 l'istituto privato Bryanston School), progettata dall'architetto Richard Norman Shaw e realizzata tra il 1889 e il 1894 in stile Elisabettiano. In questa dimora dove la famiglia si trasferì ad abitarvi al termine della costruzione, la figlia ultimogenita di Lord Portman, Mary Isabel, dopo la morte della madre nel 1899, ebbe un ruolo vitale nel sostenere il padre nella conduzione della casa (considerato che le due figlie maggiori erano sposate) occupandosi delle mansioni dei 30 domestici fin quando lo stesso genitore non decise di risposarsi nel 1908.
La residenza londinese di Lord Portman era al 22 di Portman Square, nell'angolo nord-ovest della piazza (tra Gloucester Place e Upper Berkeley Street), denominata “Portman House” era una dimora storica della città, in precedenza nota come “Montagu House”. Infatti era stata realizzata su progetto dell'architetto neoclassico James Stuart, costruita tra il 1777 e il 1781, su incarico di una ricca vedova e mecenate, la signora Elizabeth Montagu, famosa per il suo salone londinese del XVIII secolo (fondatrice del noto "Blue-Stocking Club"), e sua abitazione fino alla morte nell’anno 1800. Alla scadenza della locazione la residenza tornò al I Visconte Portman e poi a suo figlio William Henry che li si spense il 16 ottobre 1919 (la casa fu colpita durante i bombardamenti di Londra nel 1941 e demolita nei primi anni '50 per far posto ad un albergo).

## Morte
Morì nel sonno il 16 ottobre 1919, dopo alcuni giorni di malattia, nella sua residenza londinese al n. 22 di Portman Square.